# Chico Alvarez

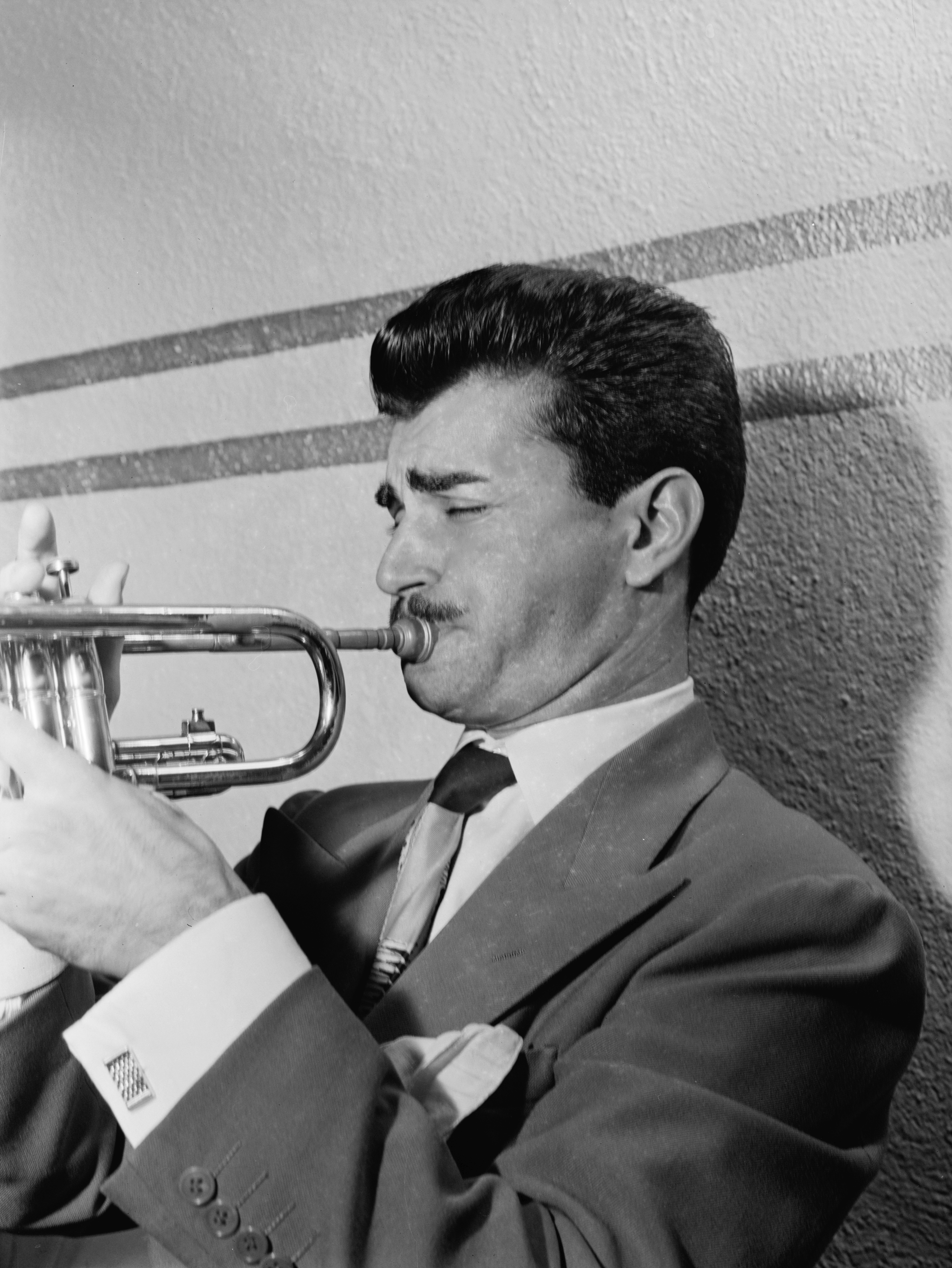
Chico Alvarez, circa 1947 (foto: William P. Gottlieb)

Alfred "Chico" Alvarez (Montreal, 3 februari 1920 - Las Vegas, 1 augustus 1992) was een Amerikaanse jazz-trompettist. Hij was een solist in de band van Stan Kenton van 1941 tot 1943. Na zijn diensttijd in de oorlogsjaren voegde hij zich weer bij deze groep om daar tot 1951 te werken. Ook speelde hij in de bands van Red Norvo, Benny Carter en Charlie Barnet. In 1952 begon hij een pianowinkel. Hij nam op met Patti Page en Nat King Cole en speelde met verschillende Latin-bands. In de jaren zestig en zeventig was hij actief in hotels in Las Vegas, waar hij onder meer Ella Fitzgerald en Sarah Vaughan begeleidde. Ook werkte hij voor de vakbond van muzikanten.
- Bibliothèque nationale de France: cb141494120 (data)
- Gemeinsame Normdatei: 1252460503
- International Standard Name Identifier: 0000 0000 5212 1251
- Library of Congress Control Number: no96059367
- MusicBrainz: 081ffbe9-08c0-4909-bb40-c6b2ab3aa04c
- SNAC: w6820zh9
- Virtual International Authority File: 2679627
- WorldCat: E39PBJx4tdKrwqRjHcvqCb8t8C